# 서전중학교
서전중학교(瑞甸中學校)는 대한민국 충청북도 진천군 덕산읍 두촌리에 있는 공립 중학교이다.

## 학교 연혁
- 2016년 10월 4일 : 서전중학교 교명 확정
- 2017년 2월 3일 : 서전중학교 설치조례 공포
- 2017년 2월 27일 : 신축교사 준공
- 2017년 3월 1일 : 개교
- 2017년 3월 2일 : 2017학년도 입학식(103명)
- 2018년 2월 7일 : 제1회 졸업식(13명)
- 2023년 9월 1일 : 제4대 류지연 교장 취임
- 2024년 1월 9일 : 제7회 졸업식(339명)
- 2024년 3월 4일 : 2024학년도 신입생 342명 입학

## 참고 자료
- 서전중학교 - 한국교육학술정보원 학교알리미